# Club Deportivo Turón
El Club Deportivo Turón es un equipo de fútbol de la parroquia de Turón en Mieres (Asturias). Fundado en 1925, el equipo juega actualmente en la Primera Asturfútbol. Su estadio es La Bárzana, con una capacidad aproximada de 2000 espectadores.

## Historia
El club fue creado en 1925 por el Hermano Gabriel, del colegio de La Salle. Su primer partido se jugó en La Bárzana en junio de 1925 contra el Príncipe de Mieres, venciendo por 2-0 los turoneses. Oficialmente el club se constituyó el 18 de octubre de 1925 siendo su presidente honorario Don Rafael del Riego y el presidente efectivo de la junta de gobierno, el Hermano Gabriel. Desde entonces ha disputado 47 temporadas en la Tercera División, lo que le sitúa en cuarta posición por temporadas jugadas dentro de los equipos asturianos justo detrás del Club Siero (con 49). Su última temporada en la categoría fue la 2002-03, cuando el C. D. Turón acabó en la última posición del Grupo II, con tan sólo 10 puntos y 111 goles en contra.

## Uniforme
- Uniforme titular: camiseta roja con detalles en azul en cuello y bocamangas; medias rojas y pantalón azul.
- Uniforme alternativo: camiseta negra con detalles blanquiazules; pantalón y medias de color negro.

## Trayectoria en competiciones nacionales
- Temporadas en Primera División: 0
- Temporadas en Segunda División: 0
- Temporadas en Primera Federación: 0
- Temporadas en Segunda Federación: 0
- Temporadas en Tercera: 47
- Participaciones en Copa del Rey: 7

## Trayectoria
| Temporada | Nivel | Categoría              | Posición | Copa del Rey |
| --------- | ----- | ---------------------- | -------- | ------------ |
| 1925-40   | —     | Regional               | —        |              |
| 1940-41   | 5     | 2.ª Categoría Regional | —        |              |
| 1941-42   | 5     | 2.ª Categoría Regional | —        |              |
| 1942-46   | —     | Regional               | —        |              |
| 1946-47   | 4     | 1.ª Categoría Regional | 4.º      |              |
| 1947-48   | 4     | 1.ª Categoría Regional | 1.º      |              |
| 1948-49   | 4     | 1.ª Categoría Regional | 7.º      |              |
| 1949-50   | 4     | 1.ª Categoría Regional | 5.º      |              |
| 1950-51   | 4     | 1.ª Categoría Regional | 6.º      |              |
| 1951-52   | 4     | 1.ª Categoría Regional | 1.º      |              |
| 1952-53   | 3     | 3.ª División           | 13.º     |              |
| 1953-54   | 3     | 3.ª División           | 13.º     |              |
| 1954-55   | 3     | 3.ª División           | 7.º      |              |
| 1955-56   | 3     | 3.ª División           | 9.º      |              |
| 1956-57   | 3     | 3.ª División           | 4.º      |              |
| 1957-58   | 3     | 3.ª División           | 8.º      |              |
| 1958-59   | 3     | 3.ª División           | 4.º      |              |
| 1959-60   | 3     | 3.ª División           | 4.º      |              |
| 1960-61   | 3     | 3.ª División           | 8.º      |              |
| 1961-62   | 3     | 3.ª División           | 4.º      |              |
| 1962-63   | 3     | 3.ª División           | 13.º     |              |
| 1963-64   | 3     | 3.ª División           | 5.º      |              |
| 1964-65   | 3     | 3.ª División           | 8.º      |              |
| 1965-66   | 3     | 3.ª División           | 14.º     |              |
| 1966-67   | 3     | 3.ª División           | 9.º      |              |
| 1967-68   | 3     | 3.ª División           | 9.º      |              |
| 1968-69   | 3     | 3.ª División           | 12.º     |              |
| 1969-70   | 3     | 3.ª División           | 9.º      | 2.ª ronda    |
| 1970-71   | 4     | 1.ª Categoría Regional | 1.º      |              |
| 1971-72   | 3     | 3.ª División           | 17.º     |              |
| 1972-73   | 4     | 1.ª Categoría Regional | 1.º      |              |
| 1973-74   | 3     | 3.ª División           | 11.º     |              |
| 1974-75   | 3     | 3.ª División           | 16.º     | 2.ª ronda    |
| 1975-76   | 3     | 3.ª División           | 17.º     | 1.ª ronda    |
| 1976-77   | 4     | 1.ª Categoría Regional | 4.º      |              |
| 1977-78   | 4     | 3.ª División           | 10.º     |              |
| 1978-79   | 4     | 3.ª División           | 18.º     | 2.ª ronda    |
| 1979-80   | 4     | 3.ª División           | 10.º     | 2.ª ronda    |
| 1980-81   | 4     | 3.ª División           | 7.º      | 2.ª ronda    |
| 1981-82   | 4     | 3.ª División           | 10.º     |              |
| 1982-83   | 4     | 3.ª División           | 7.º      |              |
| 1983-84   | 4     | 3.ª División           | 4.º      |              |
| 1984-85   | 4     | 3.ª División           | 7.º      | 1.ª ronda    |
| 1985-86   | 4     | 3.ª División           | 12.º     |              |
| 1986-87   | 4     | 3.ª División           | 16.º     |              |
| 1987-88   | 4     | 3.ª División           | 10.º     |              |
| 1988-89   | 4     | 3.ª División           | 2.º      |              |
| 1989-90   | 4     | 3.ª División           | 10.º     |              |

| Temporada | Nivel | Categoría           | Posición         | Copa del Rey |
| --------- | ----- | ------------------- | ---------------- | ------------ |
| 1990-91   | 4     | 3.ª División        | 8.º              |              |
| 1991-92   | 4     | 3.ª División        | 9.º              |              |
| 1992-93   | 4     | 3.ª División        | 9.º              |              |
| 1993-94   | 4     | 3.ª División        | 14.º             |              |
| 1994-95   | 4     | 3.ª División        | 5.º              |              |
| 1995-96   | 4     | 3.ª División        | 14.º             |              |
| 1996-97   | 4     | 3.ª División        | 8.º              |              |
| 1997-98   | 4     | 3.ª División        | 20.º             |              |
| 1998-99   | 5     | Regional Preferente | 3.º              |              |
| 1999-2000 | 4     | 3.ª División        | 15.º             |              |
| 2000-01   | 4     | 3.ª División        | 10.º             |              |
| 2001-02   | 4     | 3.ª División        | 17.º             |              |
| 2002-03   | 4     | 3.ª División        | 20.º             |              |
| 2003-04   | 5     | Regional Preferente | 11.º             |              |
| 2004-05   | 5     | Regional Preferente | 12.º             |              |
| 2005-06   | 5     | Regional Preferente | 16.º             |              |
| 2006-07   | 5     | Regional Preferente | 20.º             |              |
| 2007-08   | 6     | 1.ª Regional        | 6.º              |              |
| 2008-09   | 6     | 1.ª Regional        | 8.º              |              |
| 2009-10   | 6     | 1.ª Regional        | 6.º              |              |
| 2010-11   | 6     | 1.ª Regional        | 6.º              |              |
| 2011-12   | 6     | 1.ª Regional        | 2.º              |              |
| 2012-13   | 5     | Regional Preferente | 16.º             |              |
| 2013-14   | 5     | Regional Preferente | 15.º             |              |
| 2014-15   | 5     | Regional Preferente | 10.º             |              |
| 2015-16   | 5     | Regional Preferente | 8.º              |              |
| 2016-17   | 5     | Regional Preferente | 17.º             |              |
| 2017-18   | 5     | Regional Preferente | 17.º             |              |
| 2018-19   | 5     | Regional Preferente | 15.º             |              |
| 2019-20   | 5     | Regional Preferente | 19.º             |              |
| 2020-21   | 5     | Regional Preferente | 5.º (Subgrupo 4) |              |
| 2021-22   | 7     | 1.ª Regional        | 3.º (Subgrupo 2) |              |
| 2022-23   | 7     | Segunda RFFPA       | 6.º              |              |
| 2023-24   | 7     | Segunda Asturfútbol | 1.º              |              |
| 2024-25   | 6     | Primera Asturfútbol |                  |              |

## Palmarés

### Torneos nacionales
- Subcampeón de Tercera División (1): 1988-89.

### Torneos autonómicos
- Campeonato de Asturias de Aficionados (2): 1931-32 y 1947-48.
- Subcampeón del Campeonato de Asturias de Aficionados (1): 1952-53.
- Regional Preferente de Asturias (4): 1947-48, 1951-52, 1970-71 y 1972-73.
- Segunda Asturfútbol (1): 2023-24.[n. 1]
- Subcampeón de la Primera Regional de Asturias (1): 2011-12.

### Trofeos amistosos
- Trofeo Mancomunidad de las Cuencas Mineras (7): 1989, 2002, 2003, 2004, 2007, 2011, 2012.
- Trofeo Villa de Laviana-Memorial Ricardito (1): 1979.
- Trofeo Villa de Jovellanos (1): 1975.

## Jugadores notables
- Adrián Colunga
- José Antonio Redondo
- José Carrete de Julián
- Jorge David López Fernández